# William Brampton Gurdon
Pour les articles homonymes, voir Gurdon (homonymie).
William Brampton Gurdon (5 septembre 1840 - 31 mai 1910)  est un fonctionnaire britannique et un homme politique du Parti libéral.

## Jeunesse
Gurdon est le plus jeune fils de Brampton Gurdon (député de West Norfolk) de Letton, Norfolk et de son épouse Henrietta Susanna, fille de Nicholas Ridley-Colborne (1er baron Colborne) . Il fait ses études au Collège d'Eton et au Trinity College de Cambridge, où il obtient en 1863 un baccalauréat.

## Carrière
Gurdon entre au Trésor comme commis en 1863 et devient le secrétaire privé de William Ewart Gladstone lorsqu'il est chancelier de l'Échiquier de 1865 à 1866 et Premier ministre de 1868 à 1874 .
Aux élections générales de 1885, Gurdon se présente sans succès dans le sud-ouest de Norfolk . Il échoue de nouveau à Rotherhithe en 1886  et à Colchester lors d'une élection partielle en 1888 .
Il est finalement élu au Parlement à sa quatrième tentative, lors d'une élection partielle en mars 1899 comme député de North Norfolk . Il occupe le siège pendant 11 ans, jusqu'à ce qu'il se retire aux élections générales de janvier 1910.
Il est également juge de paix pour le Suffolk et membre du conseil du comté d'East Suffolk . Il est conseiller privé en juillet 1907, et Lord Lieutenant du Suffolk en octobre 1907.

## Vie privée
En 1888, il épouse Eveline Camilla Wallop, fille d'Isaac Newton Wallop (5e comte de Portsmouth) . Elle est décédée en 1894. Un mémorial leur est dédié dans l'église de St Edmund à Assington, Suffolk.